# Mones com la Becky
Mones com la Becky és una pel·lícula documental dirigida per Joaquim Jordà i Núria Villazán Martín l'any 1999. Al film es reflexiona sobre les malalties mentals i el seu tractament, partint de la biografia del neuròleg i Premi Nobel Portuguès Egas Moniz, on s'elabora un discurs complex sobre el joc de miralls que és en realitat la vida mateixa.
L'any 1997 Joaquim Jordà tingué un infart provocant-li agnòsia i alèxia. Aquest infart fa que Jordà es decantí cap al cinema documental, ja que li era molt difícil treballar en projectes de ficció. Jordi Batlló, director del Màster de Documental de creació de la Universitat Pompeu Fabra, proposa a Jordà participar-hi amb el rodatge d'una pel·lícula. Juntament amb Nuria Villazán dirigiran Mones com la Becky (1999) que serà film de consolidació i reconeixement de Joaquim Jordà.
L'estructura narrativa de la pel·lícula es pot llegir en tres nivells que es bifurquen i s'entrecreuen constantment. El primer nivell fa referència a les declaracions dels científics i els experts. El segon seria la biografia d'Egas Moniz mitjançant arxius, entrevistes a familiars i amb la interpretació d'escenes de la seva vida per part de l'actor portugués João Maria Pinto. El darrer nivell és el protagonitzat per un grup en tractament de la Comunitat Terapèutica de Malgrat que han d'interpretar en una peça teatral l'atemptat que va patir Moniz per part d'un dels seus pacients.

## Premis
- Premi Nacional de Cinema a Joaquim Jordà del Departament de Cultura l'any 2000.
- Festival de Cinema de Sitges 1999: premi de la Crítica a la millor pel·lícula.
- Premi Ciutat de Barcelona 2000 a Joaquim Jordà i Nuria Villazán.
- Premi a la millor pel·lícula espanyola de 1999, atorgat per l'Associació Catalana de Crítics i Escriptors Cinematogràfics.
- Premi Sant Jordi 1999 a la millor pel·lícula atorgat per Radio Nacional de España.
- Premi de la Semana de Burgos de Cine Español y Francés l'any 2000.
- Seleccionada a la Mostra Internacional de Cinema de Venècia 2000 secció Nuovi territori.
- Seleccionada a la Semana Internacional de Cine de Valladolid 2000.[3]